# تلميحات (ويندوز)
تلميحات ويندوز (بالإنجليزية:Tips) هي أحدث تطيبق من شركة مايكروسوفت ويندوز لتوفير المعلومات حول استخدام الميزات الموجودة في الحاسوب. ويحتوي التطبيق على لقطات شاشة ونصوص ومقاطع فيديو تعليمية ويتم تحديثها عند ترقية الجهاز (فيتم كتابة نصوص جديدة وتنزيل مقاطع فيديو جديدة).